# پل بینز (بازیکن فوتبال)
پل بینز (انگلیسی: Paul Baines؛ زادهٔ ۱۵ ژانویهٔ ۱۹۷۲) بازیکن فوتبال اهل بریتانیا است.
از باشگاه‌هایی که در آن بازی کرده‌است می‌توان به باشگاه فوتبال استوک سیتی، باشگاه فوتبال تاموورث، و باشگاه فوتبال آترستون تاون اشاره کرد.